# 先斗ぺろ
先斗 ぺろ（ぽんと ぺろ、12月18日 - ）は、日本の女性アイドル、YouTuber、コスプレイヤー、漫画家である。劇場版ゴキゲン帝国ΩではSNS担当として活躍していた。
約4ケ月間ニートとして過ごした後、ZeroProject初期メンバーとして活動していたが、2022年2月でZeroProjectとの契約を延長しないこととした。
2022年3月13日よりオグメンタルのメンバーとして活動を開始した。2022年11月8日付でオグメンタルを脱退した。2023年2月9日より水曜日ちるとともにかおすとりおを結成。2023年9月10日にかおすとりおを解散した。2023年12月16日にメンバー兼プロデューサーとしてQndyを結成した。

## 略歴
- 2016年10月2日、劇場版ゴキゲン帝国に加入。
- 2017年5月12日、Twitterにて「ふわふわおばけ」を初投稿。
- 2017年10月9日、個人YouTubeチャンネルである「ぺろちゅーぶ」を開設。
- 2018年4月28日、フリースタイルラップバトルを初体験。MC YUIKAに勝利する。
- 2019年3月26日、合格した劇団さまぁ〜ずの演劇に出演。
- 2019年4月1日、YouTube グループである「ぱるぷんて」に加入。
- 2019年6月1日、劇場版ゴキゲン帝国活動休止。
- 2019年6月28日～7月7日、舞台「13月の女の子」に出演。
- 2019年7月11日、Twitterにて「東ぺとり」シリーズを初投稿。
- 2019年8月31日、東京タピオカランドの公式タピオカーに就任[1]。
- 2019年9月16日、ツイキャスゲームズランキング13位となる。[2]
- 2020年1月1日、所属グループが劇場版ゴキゲン帝国Ωと改名される。[3]
- 2020年08月16日、ブランド"アマツカミ"のモデルを担当 [4]。
- 2020年10月15日、フジテレビ系列のトークバラエティ番組「アウト×デラックス」に劇場版ゴキゲン帝国Ωのメンバーとして出演 [5]。
- 2020年11月24日、Twitterで投稿していた「100日後に繋がり解雇されるアイドル」が2020年12月5日の自身の生誕ライブで書籍化されることをTwitter上で発表。
- 2020年12月5日、自身の生誕ライブ[6]で「100日後に繋がり解雇されるアイドル」を発売。同日、自身のソロ曲である「ぺろシンドローム」を発表[7]。
- 2021年3月24日、劇場版ゴキゲン帝国Ωを4月18日をもって卒業することを発表。
- 2021年4月18日、劇場版ゴキゲン帝国Ωを卒業[8]。
- 2021年6月22日、Zero Projectへの加入が決定する[9]。
- 2021年8月14日、Zero Project 1期生Cブロックメンバーとしてライブ活動を再開。
- 2021年8月21日、Zero Project 1期生の選抜メンバーとなる。
- 2021年10月21日、HADOアイドルウォーズ Zero Project CUPにて野苺みくると共に優勝[10]。
- 2021年11月21日、Zero Project 2期生の選抜メンバーとなる(Z4)。
- 2021年12月14日、自身のYouTubeチャンネルである「ぺろげーむず」がYouTubeパートナープログラムへの参加を承認されたと発表。
- 2022年2月16日、Zero Project との3ヶ月契約を更新しないことを発表。
- 2022年3月13日、オグメンタルのメンバー発表レイドバトルにてオグメンタルのメンバーとして公表される。
- 2022年3月31日、ウォーキング・デッド：サバイバーのクラン任務を達成。
- 2022年5月4日、ヤンキーアイドルとして『矢口真里の火曜The NIGHT』出演[11]。
- 2022年5月28日、ソロイベント「ぺろ教会プチ」を開催。
- 2022年6月23日、VELVET秋葉原にてコンカフェ1日店長を務める。
- 2022年11月8日、オグメンタルを正式脱退[12]。
- 2023年2月9日、かおすとりおを結成。
- 2023年7月15日、ついんほろうを結成。
- 2023年9月10日、かおすとりおを解散。
- 2023年12月16日、Qndyを結成。

## 人物
- 生まれは石川県で2歳まで住んでいた。
- 2014年にロサンゼルスでの短期留学経験がある。
- 2015年から夢日記をつけている。理由は２つあり、１つは不思議.netに記載されていた「夢日記を書いていると現実と夢の境が分からなくなり頭がおかしくなる」という内容を確かめるためである。もう１つは現実で体験できない世界を夢では体験できるため、その内容を日記につけ後で見返して楽しむためである。
- 中学生時代、茶華道部に所属していたがあまりにふざけていたため部活を出入禁止になった。
- 中学生時代、声が大きいため陸上部で3年間パートナーだった友人が3年目に難聴となったエピソードを持つ。
- 高校生時代、放課後に英検準２級の試験を控えていたにもかかわらず、当日生活指導の先生よりメイク、ピアス、髪色、制服の着こなしを怒られたことで喧嘩となり、そのまま帰宅してしまったため試験を受けられなかったエピソードを持つ。

## プロフィール
- 石川県生まれの福井県出身。ONE PIECE 70巻に自身の投稿が掲載されている。
- 特技：体操、運動（バレーボール全国大会出場経験あり）、コスプレ衣装作り
- 好きな食べ物：刺身、寿司、輪島のさくら醤油（輪島市釜屋谷町の谷川醸造株式会社の製品）
- 嫌いな飲み物：コーヒー
- 得意な科目：体育
- 保有資格：色彩検定、情報技術検定、レタリング技能検定、日本語ワープロ検定
- アレルギー：カニ、動物、ハウスダスト、小麦粉

## 主なライブ活動
- 2021年8月14日、Zero Project のデビューライブに出演[13]
- 2024年11月22日、Qndy1周年東名阪ツアーファイナル東京〜東名阪の果てまでイッテQndy〜[14]

## 出演

### ウェブテレビ
- 矢口真里の火曜The NIGTH（2018年4月11日、2019年11月6日、2021年4月7日[15]、2022年5月4日[11]、ABEMA）